# 大岡信
大岡 信（おおおか まこと、1931年2月16日 - 2017年4月5日）は、日本の詩人・評論家。東京芸術大学名誉教授。日本ペンクラブ元会長。一ツ橋綜合財団理事。日本人初のストルガ詩の夕べ金冠賞受賞者。日本芸術院会員、文化功労者、文化勲章受章者。
1931年生まれ。中学3年生の夏に終戦を迎え、「二十歳で死ななくてもいいのか」と思い、創作活動へ。旧制第一高等学校を経て、東京大学では同人誌「現代文学」を創刊。詩のほかに詩人論、翻訳も発表。
1953年に「現代詩試論」を発表。読売新聞で記者として働く傍ら、批評家として評価される。谷川俊太郎をはじめとした詩人や批評家との交流があり、それに触発された。
1960年頃からラジオ放送の場で、詩人、作家との共同制作＝「うたげ」を盛んに行い、言葉と映像、美術、音楽など様々なものを生み出した。特に連歌や連句の流れをくむ「連詩」の創始者として知られている。また、国際的な共同制作の場でも中心的な存在となり、日本詩歌の紹介に尽力した。
日本の古典の世界にも分け入り、紀貫之や菅原道真らについての考察やあしかけ29年にわたる新聞連載「折々のうた」で古今東西の詩歌の魅力を幅広い読者に伝え続けた。長い間考え続けた「言葉」というテーマでも、中学、高校の教科書に採用されている「ことばの力」など多くの作品を遺している。

## 略歴

### 生い立ち
1931年、静岡県田方郡三島町（現・三島市）に大岡博・綾子の長男として生まれる。両親ともに教師であったが、父・博は歌誌『菩提樹』を主宰する歌人でもあり、歌が身近な環境で育った。1937年、小学校に入学。アルス版の児童文学全集、なかでも『印度童話集』を愛読する。
旧制静岡県立沼津中学校（現・静岡県立沼津東高等学校）に入学。戦争の最中に少年期を過ごし、1945年8月、中学三年生で敗戦を迎えた。1946年、同級生とともに教師を顧問としてガリ版雑誌『鬼の詞』を作り、短歌、詩をさかんに発表する。1947年2月、『鬼の詞』に「朝の頌歌」を発表する。

### 学生時代
第一高等学校、東京大学文学部国文科卒業。卒業論文は夏目漱石。
大学時代、日野啓三、佐野洋らと同人誌『二十代』、『現代文学』を作る。

### 読売新聞時代
学生時代から詩人として注目され、読売新聞社外報部記者を経て明治大学教授となる。

### 執筆活動に専念以降
1979年（昭和54年）より2007年（平成19年）まで朝日新聞で「折々のうた」を連載。菊池寛賞、読売文学賞など受賞多数。日本ペンクラブ11代会長も歴任。
連歌や連句に倣い、現代詩人たちが共同で詩を作る「連詩」を提唱し、精力的に取り組んできた。1971年に谷川俊太郎、岸田衿子ら「櫂」の同人と始め、連詩集として『揺れる鏡の夜明け』や『ファザーネン通りの縄ばしご』『What the Kite Thinks』などを出版している。
詩歌や美術に関する評論も数多い。1959年（昭和34年）に、日本の現代美術画廊のパイオニア「南画廊」の社主・志水楠男の依頼で「フォートリエ展」カタログ作成に協力したのを機に、サム・フランシス、ジャン・ティンゲリー、瀧口修造、加納光於といった作家たちと交流、共同制作をするなど現代美術との関わりは深い。また、1962年（昭和37年）に武満徹の管弦楽曲のために「環礁」を書き下ろして以来、クラシック音楽の作曲家ともたびたび共作している。一柳慧とは合唱曲「光のとりで 風の城」やモノオペラ「火の遺言」、木下牧子とは合唱曲「なぎさの地球」などを生み出した。
2009年（平成21年）、大岡の活動を手がかりに言葉の可能性を探る文学館として静岡県三島市に「大岡信ことば館」が開館。
2015年、世田谷文学館で「詩人・大岡信展」が10月10日から12月6日まで開催された。詩の業績を中心に、詩稿、草稿、創作ノートなどが展示され、監修は大岡信ことば館館長の岩本圭司と、世田谷文学館館長の菅野昭正がつとめた。
2017年4月5日（水曜日）午前10時27分、呼吸不全のため死去。

### 没後
2017年に閉館した大岡信ことば館の展示品や家族提供の資料など約1,600点は、神奈川近代文学館（神奈川県横浜市中区）に「大岡信文庫」として寄贈された。
明治大学図書館には、2017年1月、大岡信ことば館より大岡の旧蔵書約15,000冊が寄贈された。また2018年3月には、大岡信ことば館のスポンサーであった増進会出版社より、大岡の旧蔵書や原稿、書斎机や椅子、書架、美術品等が寄贈された。このうち大岡の美術コレクションは2022年に明治大学から横浜美術館に寄贈された
。
2019年、大岡の業績をたたえ、未来に伝えるために大岡信賞が創設された。「折々のうた」を連載した朝日新聞社と、大岡が長く勤務した明治大学による共同事業で、第1回の審査員は一柳慧、管啓次郎、蜂飼耳、堀江敏幸、やなぎみわがつとめた。
2025年、神奈川近代文学館で特別展「大岡信展　言葉を生きる、言葉を生かす」が3月20日から5月18日まで開催された。編集委員は三浦雅士がつとめた。

## 人物
大岡は著作について新聞の記事にされると、必ず感想や謝意を記した葉書を返事として記者に返した。新聞記者を大切にする姿勢は「文章は、新聞記事の書き方が基本と思っています」「どんなに難しいことを考えていても、人に伝わらなくては意味がない」という言葉に表れていた。人に伝えようとする姿勢は「折々のうた」のような数々の詞華集や、「詩への架橋」といった入門的著作に結晶した。晩年、話すのが困難になっても、自宅には編集者や記者が集まり、語らい輪の中心にいたのは、新聞記者を大切にする大岡の人柄が現われたエピソードである。
九条の会に賛同する「マスコミ九条の会」呼びかけ人を務めている。

### 家族
妻は劇作家の深瀬サキ。長男は芥川賞作家の大岡玲、長女は画家、詩人の大岡亜紀。

## 業績

### しずおか連詩
大岡は故郷の静岡を愛し、講演をするだけでなく、1999年から財団法人静岡県文化財団の主催で連詩の会を開催し、捌き手を務めた。1999年はウリ・ベッカー、ドゥルス・グリューンバイン、谷川俊太郎、高橋順子、大岡ら日独の5名の詩人が参加し、これが「しずおか連詩」の第1回となる。2000年、中国の北島（ペイタオ）、財部鳥子、高橋睦郎、大岡らの日中詩人による、しずおか連詩第2回を開催。以降2008年の第9回まで作り手として関わり、以降は野村喜和夫に引き継がれた。

### 外国語への翻訳
大岡の詩は、刊行順に英語（1972年）、フィンランド語（1982年）、フランス語（1984年）、ドイツ語（1985年）、オランダ語（1986年）、中国語（1991年）、スペイン語（1995年）、マケドニア語（1996年）、アラビア語（1997年）に訳されている。

## 年譜
1931年（昭和6年）、静岡県田方郡三島町（現・三島市）奈良橋生まれ。父は歌人、教師の大岡博、母は教師の綾子の長男。後に妹と弟がある。
1937年（昭和12年）小学校入学。小学生時代は、両親ともに教師で不在のことが多く、母方の祖父母の家や父方の祖母・叔父の家で遊ぶことが少なくなかった。アルス版の数十巻の児童読物、とりわけ『印度童話集』を愛読する。1943年（昭和18年）旧制静岡県立沼津中学校（現・静岡県立沼津東高等学校）入学。この後、中学二、三年生の時、工場動員。1946年（昭和21年）短歌と詩を作り始める。同年2月、大岡の周囲の人物により雑誌『鬼の詞』を作る。4月、4年に進級し、同誌に短歌、詩をさかんに発表する。1947年（昭和22年）2月、『鬼の詞』に「朝の頌歌」発表。
第一高等学校 (旧制)文科丙類入学。一高駒場寮入寮。新古今、ボードレールを並べて読む。新任教官寺田透、同級生に稲葉三千男、丸山一郎（佐野洋）、上級生に村松剛、日野啓三、山本思外里、濱田泰三、森本和夫、工藤幸雄あり。同校文芸機関誌『向陵時報』の編集長をしていた1年先輩の日野啓三と知り合い、日野の退任後は同編集長となった。この年帰省中の初夏、三島大社で小学校時代の女性教師と再会し、心を惹かれる。1948年（昭和23年）詩集『水底吹笛』に収められることになる幾つかの詩を執筆。11月、詩「ある夜更けの歌」を『向陵時報』に発表。この頃、友人を通じ、相澤かね子を知る。この頃、オルダス・ハクスリーの『恋愛対位法』を読む。1949年（昭和24年）のちに『記憶と現在』の「夜の旅」や『水底吹笛』に収められる幾つかの詩を執筆する。この頃、ボードレール、ランボー、T.S.エリオット、オーデン、ヴァレリー、菱山修三などを読む。
1950年（昭和25年）4月東京大学文学部国文科へ進学。自宅通学に切り替える。栗田勇、飯島耕一、東野芳明らを知る。8月、丸善に注文して半年後に『エリュアール詩集』が届く。「そして空はおまえの唇のうえにある」の一行に衝撃を受ける。9月、沼津のある音楽会で相澤かね子に会い、以後親しく交際。相澤家を度々訪れ、食事をふるまわれる。12月かね子と狩野川上流に遠足に出かける。この頃、数度にわたり父の主宰する歌誌『菩提樹』に詩および評論を発表。1951年（昭和26年）1月、「夜の旅」「明るくて寂しい人に」「木馬」を書く。いずれもかね子に宛てられる。この頃、日野、稲葉、佐野らと同人誌『二十代』、『現代文学』を作る。『現代文学』には、のちに『記憶と現在』の「夜の旅」に収められる幾つかの詩、エリュアールの翻訳などを発表。5月、台東区下谷に下宿する。夏頃、かね子上京し親戚宅に下宿、交際深まる。11月、『現代文学』に初の長編評論「菱山修三論」発表。同月、「少年時」の原型となる詩を作る。1952年（昭和27年）5月「海と果実」を大学有志発行の新聞『東大文学集団』に掲載。同月、『現代文学』に「一九五一年降誕祭前夜」発表。8月、エリュアール論を執筆。11月『赤門文学』（復刊1号のみ）に詩「地下水のように」および評論「エリュアール」発表。同月、北区王子に下宿。同月、『ポエトロア』第3号に「シュペルヴィエル論」発表。12月、卒業論文「夏目漱石 修善寺吐血以後」脱稿。1953年（昭和28年）1月、川崎洋、茨木のり子、谷川俊太郎らのちの『櫂』グループの構成員に初めて接触。3月卒業。学生時代から詩人として注目された。
1953年4月読売新聞社外報部記者となり、外報部でフランス語を担当していた。8月『詩学』に「現代詩詩論」発表。1954年（昭和29年）書肆ユリイカ社主伊達得夫と識る。5月、『詩学』に「鮎川信夫ノート」発表。9月、ユリイカ版『戦後詩人全集』に那珂太郎の強い推薦により初期主要作品が一括して入れられる。同月、『地球』に「新しさについて」発表。同月、川崎洋、茨木のり子、吉野弘、谷川俊太郎らの詩誌『櫂』に参加する。11月、『櫂』に「詩の構造」を、『今日』に「詩の必要」を発表。12月、『詩学』に「詩の条件」、『囲繞地』に「詩観について」を発表。この年、杉並区大宮前に下宿移転。1955年（昭和30年）3月、『現代詩』に「小野十三郎論」発表。4月、『葡萄』に「純粋について」を発表。6月、評論集『現代詩試論』を書肆ユリイカより刊行。11月『群像』に「肖像」発表、初めて文芸誌から原稿料をもらう。この年杉並区荻窪に下宿移転。
1956年（昭和31年）3月、『短歌研究』に評論「新しい短歌の問題」発表。これより塚本邦雄との論争になり、4月「短歌の存在証明は可能か」、6月「圓環的世界からの脱出 ＜塚本邦雄氏に應う＞ 」と書き継ぐ。春、荻窪の下宿でかね子と生活を始める。6月、江原順、飯島耕一、東野芳明らと共にシュルレアリスム研究会を設立。瀧口修造と識る。同月、『美術批評』に「シュルレアリスム」発表。また、翌年12月まで『美術批評』などでシンポジウム。7月、第一詩集『記憶と現在』をユリイカより刊行。同月、『新日本文学』に「メタフォアをめぐる一考察」を発表。8月『美術批評』に「パウル・クレー」発表。以後、美術批評を書き始める。10月、伊達得夫が『ユリイカ』創刊。11月『ユリイカ』に評論「中原中也と歌」を発表。
1957年（昭和32年）3月、清岡卓行、平林敏彦、飯島耕一らの詩誌『今日』に7号より参加。以後、詩「さわる」「声」「転調するラヴ・ソング」などを発表。なお、同誌同人に辻井喬（堤清二）もいた。4月、反対する父母を説得し、相澤かね子と結婚。媒酌人は窪田空穂、椎名麟三。同月『ユリイカ』に「立原道造論」発表。同月以降、『詩学』詩論批評を1年間担当する。6月『みづゑ』に「自働記述の諸相」発表。同月、三鷹市上連雀に転居。9月『櫂詩劇作品集』に「声のパノラマ」掲載。
1958年（昭和33年）2月『文學界』に「詩人の設計図」発表。3月、評論集『詩人の設計図』をユリイカより刊行。8月から12月まで『ユリイカ』に「詩人の青春 保田與重郎ノート」連載。1959年（昭和34年）8月、 吉岡実・清岡卓行・飯島耕一・岩田宏らと「鰐」を結成。以後、詩「夢の書取り」「お前の沼を」「冬」「大佐とわたし」「悪い習慣」などを発表。10月『詩学』に「昭和十年代の抒情詩」発表。この年、日本の現代美術画廊のパイオニア「南画廊」の社主・志水楠男の依頼で「フォートリエ展」カタログ作成に協力したのを機に、サム・フランシス、ジャン・ティンゲリー、瀧口修造、加納光於といった作家たちと交流、共同制作をするなど現代美術との関わりは深い。
1960年（昭和35年）2月『鰐』に「疑問符を存在させる試み」発表。3月、『近代文学』に「芸術マイナス1」発表。同月、書肆ユリイカ版『現代詩全集』第6巻に作品収録。同月、初の詩劇『宇宙船ユニヴェール号』をNHKより放送。さらに同月より『ユリイカ』に「戦後詩人論」を断続的に連載する。同月、初の詩劇『宇宙船ユニヴェール号』をNHKより放送。6月、草月アート・センターの機関誌『SAC』創刊に伴い、演劇映画などの芸術批評を断続的に寄稿。創刊号には「ケルアックのジャズ・ポエム」発表。また、武満徹ら現代音楽家と交流。8月、『文学』に戦後詩人論「都市の崩壊と愛の可能性」発表。9月、評論集『芸術マイナス1』刊行。12月、書肆ユリイカより『大岡信詩集』刊行。同月、『ユリイカ』に「戦争前夜のモダニズム」発表。この年、サム・フランシスと知る。
1961年（昭和36年）1月、伊達得夫が死去し、『ユリイカ』終刊。3月、『詩学』詩劇特集に「宇宙船ユニヴェール号」掲載。4月、「保田與重郎ノート」を含む評論集『抒情の批判』刊行。6月、『文学』特集「道元」に随筆「華開世界起」を発表。10月『文學界』に戦後詩論「曖昧さの美学」発表。ここで、吉本隆明の「戦後詩人論」を批判し、1930年以降生まれの「第三期」の詩人らを擁護した。
1962年（昭和37年）8月、平凡社版世界名画全集『ミロ』に評伝、解説を執筆。9月、『鰐』終刊号に詩「マリリン」発表。10月、詩「環礁」による武満徹作曲「ソプラノとオーケストラのための『環礁』」初演。同月、ハーバート・リード『近代絵画史』の翻訳刊行。11月、『現代詩』に詩「環礁―武満徹のために」発表。12月、詩集『わが詩と真実』刊行。
1963年（昭和38年）1月、『現代詩手帖』で瀧口修造と対談。以後、安東次男、栗田勇、三好達治と断続的に対談。3月、読売新聞社退社。4月、『文学』に「割れない卵」発表。6月、評論集『芸術と伝統』刊行。10月、『現代詩手帖』に詩「ことばことば」発表。同月、堤清二、邦子（パリ在住）兄妹の斡旋で、渡仏して、パリ青年ビエンナーレ詩部門に参加し、日本の戦後詩を紹介する。画家菅井汲を知る。菅井は、詩を舞台上で墨書した。ビエンナーレ終了後、実業家山村徳太郎と行動をともにし、私立の現代美術館開設のための作品購入について助言。以後、展覧会や芝居を見て過ごし、パリで年越し。
1964年（昭和39年）1月、帰国。2月、みすず書房の『現代美術20 サム・フランシス』にジョルジュ・デュテュイ「沈黙のアニメーター」の翻訳と詩「サムのブルー」を執筆。4月、『現代詩手帖』で東野芳明と対談し、帰国報告。4月、5月、6月と『現代詩』に「日本―パリ―日本」を連載。6月、西武百貨店「フランス現代美術展」に協力し、同展覧会カタログに、「《迷路》および《愛の部屋》の作者たち」を掲載する。同月17日、南画廊にて「行動詩の夕べ」を開催し、劇団NLTの若手俳優の参加を得て、ロベール・フィリウーの詩「ポイポイ」を訳出し、大岡による演出で上演する。同月21日、一柳慧作曲、大岡構成「暗黒への招待」をNHK第二より放送。7月、ジャン・タルデューの詩劇「鍵穴」を草月実験劇場にて訳出し、演出する。この年ラジオ作品を数篇発表。ラジオドラマ「墓碑銘」で放送記者会賞最優秀賞受賞。11月、出光佐三の招待で来日した欧州の美術館館長一行とともに、伊勢、京都、奈良、広島、博多などを旅行。フルテン（ストックホルム近代美術館長、のちにポンピドゥー美術館初代館長）、イエンセン（ルイジアナ美術館館長）らと識る。
1965年（昭和40年）1月、『現代詩手帖』に「覚書一九六五」を連載する。2月、パリ青年ビエンナーレ参加に関するエッセイ集『眼・ことば・ヨーロッパ』刊行。4月明治大学非常勤講師となる。同月から『文学』に「昭和詩の問題」を断続的に連載開始。10月助教授就任。12月、評論集『超現実と抒情』刊行。また、思潮社版『現代詩論大系』（全6巻）の4、5巻（1960-1964上、下）を編集解説。
1966年（昭和41年）1月より3月まで『放送朝日』に「言葉の現象と本質」を連載。3月随筆集『文明のなかの詩と芸術』刊行。4月、三鷹市井口に転居。5月、放送劇『写楽はどこへ行った』をNHKより放送。同月より、季刊『いけばな草月』に、随筆「女・その神話」連載。10月放送劇『化野』をNHKより放送。11月『現代詩手帖』に詩「わが夜のいきものたち」発表。この年から翌年にかけて、思潮社『現代詩大系』（全7巻）に「戦後詩概観」を連載。
1967年（昭和42年）4月『季刊芸術』創刊号に評論「眼の詩学」発表。同月、『現代詩手帖』に詩「地名論」発表。6月『現代詩手帖』にて武満徹と対談。7月、『現代詩手帖』にて谷川俊太郎と対談。8月より『中央公論』に翌年5月まで芸術時評を連載。同月河出書房版「少年少女世界の文学」別巻二として、ファーブル『昆虫記』翻訳刊行。9月評論集『現代芸術の言葉』刊行。
1968年（昭和43年）1月『現代詩手帖』に瀧口修造との往復書簡掲載。2月、思潮社より『大岡信詩集』刊行。12月、『文学』特集「詩の言葉」に評論「言葉の出現」発表。
1969年（昭和44年）1月より『芸術新潮』に美術家論「現代作家の伝統」を12月まで連載。2月評論集『現代詩人論』刊行。同月、現代日本詩集『言語空間の探検』を編集解説する。同月、『婦人之友』に創作「金色の夢」発表。4月より『國文學』に「日本詩歌の鑑賞」を断続連載。同月、評論集『蕩児の家系』刊行。6月『蕩児の家系』により第7回歴程賞受賞。同月、評論集『肉眼の思想』刊行。同月、放送劇「金色の夢」をNHKより放送。7月、伊達得夫の遺志を継いで、清水康雄が青土社より復刊した『ユリイカ』に「断章」を連載開始。同月、『櫂』に詩「あかつき葉っぱが生きている」発表。同月、思潮社より現代詩文庫版『大岡信詩集』刊行。同月、新潮社版日本詩人全集「昭和詩集二」を編集解説。同月、放送劇『化野』を改作した戯曲『あだしの』が劇団「雲」により紀伊国屋ホールで上演される。12月、『都市』創刊号に散文詩「彼女の薫る肉体」発表。この年、メキシコのオクタビオ・パス、イタリアのエドアルド・サングイネーティ、アメリカのチャールス・トムリンソン、フランスのジャック・ルーボーの4名がパリで「レンガ（連歌）」を試み、話題を呼ぶ。
1970年（昭和45年）2月より『文学』に「窪田空穂論」を断続連載開始。10月明治大学教授就任。この年、安東次男、丸谷才一、川口澄子らと連句の会を始める。
1971年（昭和46年）3月、放送劇『イグドラジルの樹』をNHK・FMより放送。4月、『季刊エナジー』の特集「リズムと文化」を小泉文夫と監修。医学者渥美和彦と対談。5月散文詩『彼女の薫る肉体』刊行。5月から6月にかけて評伝『紀貫之』を執筆。8月、調布市深大寺元町に転居。9月、評伝『紀貫之』刊行。10月、評論集『言葉の出現』刊行。11月、『ユリイカ』にて数学者遠山啓と対談「共鳴する詩と自然科学」。この年、パスらの連歌（連詩）の試みである『レンガ』フランスガリマール書店より刊行。
1972年（昭和47年）1月、加納光於との合作造形作品「アララットの船あるいは空の蜜」製作。同月、『ユリイカ』連載の文学的断章をまとめた『彩耳記』刊行。同月、『文藝春秋』臨時増刊号に「壬申の乱」執筆のため、奈良地方を取材旅行。かね子夫人同行し、以後同行取材が増える。2月、編著『躍動する抽象』刊行。3月、『紀貫之』により、読売文学賞受賞。4月、評論集『現代美術に生きる伝統』刊行。同月、世阿弥「風姿花伝」と大蔵虎明「わらんべ草」を現代語訳したものが、河出書房新社版『日本の古典第16巻 能・狂言集』に収録される。5月、初期詩論を中心にした文叢である晶文社版「現代詩論」第7巻『大岡信・天澤退二郎』刊行。同月、散文詩『螺旋都市』私家版刊行。6月、詩集『透視図法―夏のための』刊行。同月、季刊『エナジー』の特集「日本の色」を監修し、磯崎新と対談。7月、戯曲集『あだしの』刊行。8月、『朝日新聞』に流域紀行「熊野川」連載。10月、『ユリイカ』臨時増刊総特集「現代詩の実験」に詩「豊饒記」、「とこしへの秋のうた」（俊成の歌の現代詩化）などを発表。同月、『櫂』20号で、櫂同人と「連詩」を試行。11月、『國文學』連載「日本詩歌の鑑賞」を中心に評論集『たちばなの夢』刊行。
1973年（昭和48年）1月、『ユリイカ』で武満徹と対談。4月、『現代思想』で寺田透と対談。5月、『國文學』で安東次男と対談。6月、季刊『すばる』に「うたげと孤心」を連載開始。8月、美術論集『装飾と非装飾』刊行。9月、文学的断章『狩月記』刊行。同月、『ユリイカ』の特集「現代詩の実験」に詩「霧のなかから出現する船のための頌歌」発表。11月、谷川俊太郎特別編集による『ユリイカ』増刊号で馬場禮子のロールシャッハ・テストを受け、対談。
1974年（昭和49年）1月、『現代詩手帖』に「薤露歌」発表。3月、石川淳、安東次男、丸谷才一らとの歌仙「鳴る音に…」ならびに座談会が、『図書』に発表される。9月、『俳句』で丸谷才一と対談。10月、詩人論『今日も旅ゆく―若山牧水紀行』刊行。同月、大岡脚本による実相寺昭雄監督『あさき夢みし』がATG系で上映される。同月、『國文學』でドナルド・キーンと対談。11月、『あさき夢みし』脚本を『文芸』に掲載。12月、大岡が潤色を担当した演劇『トロイアの女』が鈴木忠志演出により、早稲田小劇場により岩波ホールで上演される。12月、朝日新聞の文芸時評を担当する。同月、『ユリイカ』特集「現代詩の実験」に詩「声が極と極にたちのぼるとき言語が幻語をかたる」、安東次男、丸谷才一らとの歌仙「鳥の道の巻」、「だらだら坂の巻」発表。
1975年（昭和50年）1月、『現代詩手帖』で鈴木忠志と対談。同月、『国際交流』でバーナード・リーチと対談。3月、文学的断章『星客集』刊行。4月、随筆集『風の花嫁たち』刊行。5月、『エナジー』の対話シリーズ第1回として、谷川俊太郎との対談『詩の誕生』刊行。7月、書評集『本が書架を歩みでるとき』刊行。9月、詩集『遊星の寝返りの下で』刊行。同月、『國文學』で「詩・古典・批評 吉本隆明と大岡信」特集。両者対談「古典をどう読んできたか」も掲載される。10月、評伝『岡倉天心』刊行。12月、随筆集『青き麦萌ゆ』刊行。同月、『ユリイカ』特集「現代詩の実験」に詩「少年」発表。また、鈴木志郎康と対談。同月、世界文化社版『日本の古典』別巻一として、大岡による現代詩への訳と解説を付けた『百人一首』を刊行。
1976年（昭和51年）1月、文学的断章『年魚集』刊行。同月、『文芸展望』に詩「丘のうなじ」発表。同月、『現代詩手帖』に詩「星空の力」発表。3月、『新潮』に、詩「はじめてからだを」発表し、一連が二行である新詩風を展開。4月、『ユリイカ』への「断章」連載再開。6月、随筆集『子規・虚子』刊行。6月から7月にかけて、ロッテルダム国際詩祭に参加。帰路、スペイン、フランスを旅行。7月、編著『日本の色』刊行。11月、詩集『悲歌と祝禱』刊行。同月、『ユリイカ』特集「現代詩の実験」に「円盤上の野人」、「女は広場に催眠術をかけた」を発表。11月から12月にかけて、日本作家代表の一員として中国訪問。12月、『ユリイカ』で特集「大岡信・詩と批評の現在」。未発表初期詩篇を多数発表。また、三浦雅士による編集部インタビューに応じる。
1977年（昭和52年）1月、『現代詩手帖』に詩「きみはぼくのとなりだつた」発表。同月より『新潮』に「古歌新詩」連載開始。同月末、ポンピドゥー・センター開館式出席のため渡仏、スペインを回って帰国。2月、青土社より『大岡信著作集』（全15巻）刊行開始。同月、思潮社より、68年版詩集の増補版『大岡信詩集』全1巻刊行。4月、評論集『昭和詩史』刊行。5月、朝日新聞連載の文芸時評を集成した『現代文学・地平と内景』刊行。同月、『海』の現代詩特集に、詩「光のくだもの」ほか掲載。6月、岩波新書『詩への架橋』刊行。6月から7月にかけて、『トロイアの女』欧州公演に同行し、パリ、ローマを回る。7月、詩人論集『明治・大正・昭和の詩人たち』刊行。9月、『エナジー』対話シリーズ第8回として、谷川俊太郎との対話『批評の生理』刊行。同月、『図書』で石川淳と対談。10月、『文学』で木下順二と対談。11月、『ユリイカ』で小島信夫と対談。12月、『ユリイカ』特集「現代詩の実験」に詩「詩と人生」、「神の生誕」発表。
1978年（昭和53年）1月、『朝日新聞』に詩「春 少女に」発表。同月、思潮社版『新選大岡信詩集』刊行。2月、『うたげと孤心』刊行。5月、紀行文集『片雲の風』刊行。7月、福音館書店雑誌『子どもの館』で谷川俊太郎らと「小学校一年国語教科書」を試作。8月、『現代詩手帖』に詩「げに懐かしい曇天」発表。9月から10月にかけて、ニューヨークのジャパン・ソサエティーの招待によりアメリカ旅行し、講演。10月、エッセイ集『ことばの力』刊行。同月、『ユリイカ』特集「現代詩の実験」に詩「彫像はかく語つた」発表。11月、文学的断章『逢花抄』刊行。12月、詩集『春 少女に』刊行。
1979年（昭和54年）1月、『現代詩手帖』に「見えないまち」シリーズの詩連載開始。1月25日、朝日新聞紙上に「折々のうた」を連載開始し、以後、断続的に連載。2月、平凡社名作文庫より『鬼と姫君物語 お伽草子』刊行。3月、南画廊志水楠男死去。5月、ワシントンの国立国会図書館での自作詩朗読のためアメリカ再訪。同月、『四季の歌 恋の歌』刊行。 6月『櫂・連詩』刊行。櫂同人らと参加。7月瀧口修造死去。8月日本現代詩人会会長に就任（翌年まで）。『現代詩手帖』8月号に瀧口の追悼詩「西落合迷宮」発表。『現代詩手帖』10月号に武満徹、岡田隆彦らと追悼座談会。同月、『アメリカ草枕』刊行。同月、『春 少女に』により無限賞受賞。11月福音館書店版小学校一年国語教科書『にほんご』を安野光雅、谷川俊太郎、松居直と共著。12月、調布市深大寺南町に転居。
1980年（昭和55年）3月岩波新書『折々のうた』刊行開始。同月、『現代詩読本 瀧口修造』の座談会出席。8月文学的断章『宇滴集』刊行。9月、講演集『詩歌折々の話』刊行。10月、随筆集『詩とことば』刊行。11月『詩の日本語』刊行。同月、『折々のうた』により菊池寛賞を受賞。12月、木下牧子作曲の合唱曲『方舟』が東京外国語大学混声合唱団コール・ソレイユによって石橋メモリアルホールにて初演される。この年、井上ひさし、一柳慧、清水徹、東野芳明、高橋康也、吉田喜重、渡邊守章、鈴木忠志、原広司、山口昌男らと編集委員になり、岩波書店刊の「叢書・文化の現在」刊行に参加。1981年（昭和56年）1月、『現代詩手帖』に詩「サキの沼津・調布」発表し、連載詩「みえないまち」完結。2月、『文藝』に詩「西部」発表。同月岩波新書『続折々のうた』刊行。同月、石川淳、丸谷才一、安東次男との共著『歌仙』刊行。3月、『現代詩手帖』で特集「大岡信の現在」。入沢康夫と相互模作の試みを行い、対談。明治大学サバティカル（一年休暇）で、同月下旬より、アメリカを経てヨーロッパへ赴きパリにほぼ半年滞在。このため、「折々のうた」は一年間中断する。5月、講演集『〈折々のうた〉の世界』刊行。同月、評論集『現代の詩人たち（上下）』刊行。6月、対談集『詩歌歴遊』刊行。7月、詩集『水府 みえないまち』刊行。9月より谷川俊太郎と往復書簡開始。同月、『萩原朔太郎』刊行。同月にミシガン州立オークランド大学に客員教授として招かれていたことからパリから移るが、下旬、父博の病状悪化し急ぎ帰国。10月1日父死去。葬儀後、アメリカに戻る。11月、『ユリイカ』特集「現代詩の実験」に詩「秋の乾杯」発表。12月、美術論集『現世に謳う夢』刊行。この年の9月から翌年1月にかけて、アメリカやカナダの大学で講演と詩の朗読。大岡を客員教授として迎えたミシガン州立オークランド大学英文学部教授トマス・フィッツシモンズは、大岡の英訳選詩集『ア・ストリング・アラウンド・オータム』の決定稿を原著者とともに作ろうとしていた。大岡はその過程でフィッツシモンズとの連詩を制作したことから、以後諸外国の詩人と積極的に連詩を試みることとなる。
1982年（昭和57年）2月上旬帰国。『現代詩手帖』に詩「巴里情景集」発表。3月、『新潮』に詩集の英訳者であるフィッツシモンズとの連詩「揺れる鏡の夜明け」発表。4月、『加納光於論』刊行。6月、『詩の思想』刊行。7月、『現代詩手帖』の西脇順三郎追悼座談会に参加。また、富山県立美術館「瀧口修造と戦後美術」展のカタログ執筆、記念講演。8月、『現代詩手帖』に「草府にて」発表。10月、父博の遺稿歌集『春の鷺』を一周忌に合わせ編集刊行。同月、岡倉天心とプリヤンバダ・デーヴィー・バネルジーとの往復書簡集『宝石の声なる人に』を大岡玲との共訳で刊行。12月、フィッツシモンズとの連詩『揺れる鏡の夜明け』刊行。同月、対談集『言葉という場所』刊行。同月、『ユリイカ』特集「現代詩の実験」に詩「楸邨句ラッキー・セブン、曲解と唱和」発表。この年、フィッツシモンズ訳による英訳詩集『A String around Autumn』刊行。日本近代文学館理事（1989年には常務理事）。12月連詩『揺れる鏡の夜明け』（トマス・フィッツシモンズと共著）刊行。
1983年（昭和58年）日本ペンクラブ理事（1985年には常任理事）。1月文学的断章『マドンナの巨眼』刊行。同月、対談集『言葉という場所』刊行。3月より中央公論社版『現代の詩人』（全12巻）刊行。谷川俊太郎と共同で編集。大岡自身の詩業は第11巻（5月刊）に採録。4月、対談集『詩歌の読み方』刊行。5月、中央公論社版「現代の詩人」第11巻として『大岡信』刊行。5月から6月にかけてかね子夫人を同伴してスウェーデン協会主催による日本・スウェーデンの現代文学に関するシンポジウム参加のためストックホルムへ。さらにデンマークのルイジアナ美術館訪問。館長のイエンセンと再会。6月『短歌・俳句の発見』刊行。8月『表現における近代 文学・芸術論集』刊行。同月、『現代詩手帖』に詩「七夕恋歌」発表。9月『古典のこころ』刊行。10月『大岡信が語る「お伽草子」』刊行。同月より、朝日新聞社主催による「朝日ゼミナール特別講座―折々のうたを読む」が年4回定期開催されることになる。11月『酔ひどれ歌仙』刊行（石川淳、井上ひさし、杉本秀太郎、野坂昭如、丸谷才一、結城昌治と共著）。同月、西武美術館「菅井汲展」で菅井とデモンストレーション「一時間半の遭遇」。同月、ニューヨークのカーネギー・ホールにて武満徹作『2本のヴァイオリンのための 揺れる鏡の夜明け』が演奏される。
1984年（昭和59年）3月谷川俊太郎との共著『往復書簡 詩と世界の間で』刊行。5月『ユリイカ』より「詩とはなにか」の連載詩を開始。同月、「NHK市民大学」で毎週1回全12回の「詩の発見」放映。7月、現場教師たちの問いに答える『日本語の豊かな使い手になるために』刊行。10月詩集『草府にて』、同月『水都紀行 スウェーデン・デンマークとの出会い』刊行。12月『ミクロコスモス 瀧口修造』刊行。同月、磯崎新、大江健三郎、武満徹、中村雄二郎、山口昌男らと編集同人となり、『季刊へるめす』創刊。同月、『へるめす』で連作詩「ぬばたまの夜、天の掃除器せまつてくる」を開始する。
1985年（昭和60年）1月『現代詩手帖』でオクタビオ・パスを囲む座談会に吉岡実、渋沢孝輔、吉増剛造らとともに出席する。4月『古典を読む 万葉集』刊行。同月、銕仙会主催の「フィンランドの詩と文学の夕べ」の司会をする。同月、『楸邨・龍太』刊行。5月、岩波新書『抽象絵画への招待』刊行。6月から7月にかけて、パリ、西ベルリン、ロッテルダム、再びパリ、韓国の大邱、慶州をめぐり、朗読、シンポジウム（パリ日仏文化サミット85）、講演の旅。西ベルリンでのベルリン世界文化フェスティバル「ホリツォンテ85」とロッテルダム国際詩祭では各国詩人たちと詩の共同制作。7月、大邱での韓国日語日文学会では講演「日本詩歌の展開」。同月『恋の歌』刊行。8月、対談集『日本の詩歌 海とせせらぎ』刊行。同月『対談 現代詩入門』（谷川俊太郎と共著）刊行。10月詩集『詩とはなにか』刊行。
1986年（昭和61年）この年は、国際詩祭への出席多数、海外翻訳多数。1月、ニューヨークの国際ペン大会に出席。3月、『現代詩手帖』にジャニーン・バイチマンとの往復書簡「伝統をめぐって」掲載。6月、フランスの雑誌「ポエジー86」誌上で大岡信特集。6月から7月にかけて、ハンブルク国際ペン大会にゲストとして参加し、詩を朗読する。つづいて、ロッテルダム国際詩祭、フィンランドのクフモ国際室内楽フェスティバル、フランスのアヴィニョン国際演劇祭、デンマークのルイジアナ美術館を回り、詩の朗読や講演を行う。このあいだ、6月、ノリコ・デ・フリーメン訳によりオランダ語訳詩選集『遊星の寝返りの下で』刊行。8月、フィッツシモンズ著、大岡と大岡玲の共訳により『日本 合わせ鏡の贈りもの』刊行。9月、『うたのある風景』刊行。同月、大岡訳のジャニー・バイチマン作の能「漂炎」を大本山増上寺で上演。同月、『詩の真珠・連詩』（川崎洋、K.キヴス、G.フェスパーと共著。フランツグレーノ書店）刊行。10月、『現代詩手帖』にインタビュー「トピカから始まる」掲載。同月、『日本現代詩選』（井上靖、清岡卓行共編。ガリマール書店）刊行。11月、『現代詩手帖』でインタビュー「あらゆる詩歌が場を得ている言語の共和国へ」。同月、井上靖、清岡卓行共編の仏訳『日本現代詩選』刊行。同月、ジュリエット・グレコがコンサートのために来日し、グレコ・大岡共訳の「炎のうた」を唱う。12月、ポンピドゥー美術館の「前衛芸術の日本」展の言語部門で、ジャン・ピエール・ファイユ、アラン・ジュフロワらと公開での「連詩」制作と講演を行い、さらにソルボンヌ大学で「色の詩学」を講演する。
1987年（昭和62年）1月『現代詩手帖』に詩「楸邨句交響十二章」発表。2月、同誌の追悼特集「鮎川信夫の〈戦後〉」で三浦雅士と対談。3月明治大学教授を退任。4月、「ホリツォンテ85」でのカリン・キヴス、川崎洋、グントラム・フェスパーらとの『ヴァンゼー連詩』およびその記録である『ヨーロッパで連詩を巻く』刊行。5月より総合詩歌誌「季刊花神」を責任編集。同月、パリ、ミラノ、ローマなどヨーロッパ各地を講演旅行。6月、『季刊へるめす』に「うつしの美学」連載開始。同月、ロッテルダム国際詩祭に参加。オランダ詩人3名と前年開始した「ロッテルダム連詩」を36番まで完成。9月、『現代詩手帖』に、8月に死去した澁澤龍彦を追悼する詩「少年のおもかげ永遠に」発表。同月、評論『窪田空穂論』刊行。10月、詩集『ぬばたまの夜、天の掃除器せまつてくる』刊行。同月、『現代詩手帖』特集「T・S・エリオット」で鍵谷幸信と対談。11月谷川俊太郎とベルリン芸術祭に招待され、H.C.アルトマン、オスカー・パスティオールとベルリン連詩に参加。同月、「折々のうた」の文芸カセット刊行。
1988年（昭和63年）1月、『ギュスターヴ・モロー 夢のとりで』刊行。4月東京芸術大学教授に就任。6月、川崎展宏との対話『俳句の世界』刊行。同月、大岡翻案のオルフ作カンタータ「カルミナ・ブラナ」を小澤征爾指揮新日本フィルが演奏。7月刊行の『現代詩読本 谷川俊太郎のコスモロジー』の討議に三浦雅士、佐々木幹郎とともに参加し、谷川の50篇アンソロジーの選者となる。同月、石川淳、丸谷才一、杉本秀太郎との共著『浅酌歌仙』刊行。8月、深瀬サキ作『坂東修羅縁起譚』が市川團十郎の自主公演で国立劇場で公演される。11月、随筆集『人生の黄金時間』刊行。同月、一柳慧作曲「交響曲ベルリン連詩」がサントリー・ホールにて初演される。
1989年（平成元年）2月、『國文學』特集「俳句」で森澄雄と対談。3月、大野晋、丸谷才一、井上ひさしとの共著『日本語相談』第一冊刊行。同月、ベルリン連詩の日本語版『ファザーネン通りの縄梯子―ベルリン連詩』刊行。4月詩集『故郷の水へのメッセージ』刊行。同月第11代日本ペンクラブ会長に就任。5月、銕仙会能楽研修所で、ジョン・アッシュベリー朗読会の司会および訳詞朗読。同月、長男・玲『黄昏のストーム・シーディング』にて三島由紀夫賞受賞。同月より三好豊一郎、吉本隆明とともに『鮎川信夫全集』の監修刊行。7月、フランス、イタリア、スイス、フィンランド、スウェーデンを回り、ローマで講演。北欧では、地唄舞公演の芸術顧問として、日本の舞の特質について講演。ヘルシンキでフィンランドの3名の詩人と連詩。同月、フランス芸術文化勲章シュヴァリエを受ける。8月『詩人・菅原道真』刊行。同月、サントリー文化フォーラムで詩を朗読。9月、『故郷の水へのメッセージ』により現代詩花椿賞受賞。
1990年（平成2年）1月、長男・玲、『表層生活』により芥川賞受賞。2月、中国雑誌『世界文学』が大岡信特集。3月死を主題とした論集『永訣かくのごとくに候』刊行。同月より谷川俊太郎とともに銕仙会能楽研修所の「銕仙朗読会」の世話人になり、隔月開催。同月、『詩人・菅原道真』により芸術選奨文部大臣賞受賞。4月、横笛奏者赤尾三千子の委嘱による演劇的音楽作品『水炎伝説』（石井眞木作曲、実相寺昭雄演出）の上演。6月、吉岡実告別式で弔辞。8月、ベルギーのリエージュ国際詩人祭にて講演「日本の詩と禅思想」。10月、フランクフルト・ブックフェアの招待で、谷川俊太郎、ガブリエレ・エッカルト、ウリ・ベッカーと連詩制作および発表。バルセロナで「日本詩歌のABC」、フランスのリヨンの「ダンス劇場」で「日本の舞とダンス」について講演。11月、『現代詩読本 吉岡実』で入沢康夫、天澤退二郎、平出隆らと討議。
1991年（平成3年）1月、岩波新書『連詩の愉しみ』刊行。同月、ハワイ大学における国際翻訳者会議において冒頭特別講演「翻訳の創造性 日本の場合」。2月、NHKラジオにて毎週1回ドラマアワーで「大岡信シリーズ」放送。3月、国立劇場特別企画による間宮芳生作曲「飛倉戯画巻 命運の絆」の台本を担当し、上演される。4月、英訳古典和歌論集『The Colors of Poetry-Essays on Classic Japanese Verse』（詩歌の色）刊行。5月、英訳選詩集『Elegy and Benediction』（悲歌と祝禱）刊行。同月、シンセサイザー谷川賢作、尺八クリストファー遙盟とともに詩の朗読と生演奏の一夜「音の間・言葉の間」イヴェント。6月、中国語訳『大岡信詩選』（蘭明訳）刊行。同月、スウィディッシュ・インスティチュートの招待で、ストックホルムで詩の朗読と講演。ついでフィンランドのラフティ国際作家会議の招請により同地でフィンランドとエストニアの詩人3名とともに連詩を制作、発表。続いて、ロッテルダム国際詩祭のポエトリ・オンザロード・プログラム（路上の詩）に参加。7月、ハワイ大学サマー・セッションの招きでハワイ在住の3名の詩人と連詩および講演と詩朗読。10月、ゲイリー・スナイダーと銕仙会能楽研修所で朗読会。11月 歌仙形式の連句集『とくとく歌仙』（丸谷才一、井上ひさし、高橋治と共著）刊行。同月、公演のため来日したジュリエット・グレコと朝日ホールで公開対談。
1992年（平成4年）2月、朝日ホールで俳人加藤楸邨の朝日賞記念公開対談「俳句的対話」に参加。3月、富山県民生涯学習カレッジより講演記録『日本の詩歌』を「県民カレッジ叢書29」として刊行。同月、『四季歌ごよみ 春』刊行。4月、来日したルーマニアの詩人アナ・ブランディアナと交流。5月、詩集『地上楽園の午後』刊行。同月、中国にて「折々のうた」中国語抄訳である『日本和歌俳句賞析』刊行。同月、国際交流基金の派遣で、北京日本学研究センターにおける日中国交回復二十周年記念シンポジウムに参加し、講演「日本詩歌の特質」。6月、評論集『詩をよむ鍵』刊行。7月、評論集『美をひらく扉』刊行。8月、随筆集『「忙即閑」を生きる』刊行。同月、富山県立近代美術館開館・富山近美友の会設立十周年記念出版『講演集』に大岡の講演記録「芸術と人生」も採録される。同月、『現代詩読本 大岡信』刊行、同誌に一柳慧に捧げる詩「光のとりで 風の城」および一柳慧との往復書簡を発表。。9月、大岡作「いのちとリズム」を含む19名との共著『定型の魔力』刊行。11月、『光のくだもの』刊行。同月、『折々のうた』十冊刊行記念として、谷川俊太郎、佐々木幹郎、高橋順子と連詩制作、国際文化会館で公開座談会。
1993年（平成5年）2月、岩波講座「宗教と科学」第7巻「死の科学と宗教」に「死生観私見」発表。3月、フランス政府より芸術文化勲章オフィシエ受章。同月、東京都文化賞受賞。同月、『地上楽園の午後』で詩歌文学館賞受賞。同月、深瀬サキ戯曲集『思い出の則天武后』刊行。4月、東京芸術大学教授を辞し客員教授となる。同月日本ペンクラブ会長を辞任。同月、パリのユネスコ本部でユネスコ主催の国際連詩の会が開かれ、ジュフロワらと連詩を巻く。5月、随筆集『人生の果樹園にて』刊行。同月、飯野友幸と共訳の『ジョン・アッシュベリー詩集』刊行。6月、ロッテルダム国際詩祭の顧問会議に出席し、詩朗読。同月、チューリッヒ日本祭で、スイスの3言語を代表する3詩人に谷川俊太郎を加えた5人で連詩制作。8月、豊田市国際文化交流シンポジウムでフィンランドの詩人カイ・ニエミネンと連詩制作、発表。9月、ベルリン・フェスティヴァル公社主催「日本とヨーロッパ1543-1929」展で開会記念講演。その後、エルプ、グリュンバイン、高橋順子と連詩制作、発表。同月、ドイツ滞在中に母・綾子の訃報に接する。10月、講談社現代新書で『私の万葉集 1』刊行。同月、ハワイの3詩人と制作した英文連詩集『凧の思想』刊行。同月、アリオ訳で仏訳『折々のうた』刊行。同月、白石加代子一人芝居による深瀬サキ作「思い出の則天武后」が熱海MOA美術館能楽堂にて初演される。11月、フランスのヴァルドマルヌ国際詩人ビエンナーレに参加、詩朗読。
1994年（平成6年）2月、孤蓬万里編著『台湾万葉集』に序文を書く。3月、バイチマン訳で英訳『折々のうた』刊行。4月、講談社現代新書『私の万葉集 2』刊行。同月、伊東光晴、丸谷才一、森毅、山崎正和共著による『近代日本の百冊を選ぶ』刊行。5月、『わたしへの旅 牧水・こころ・かたち』を大岡ほかの制作で刊行。6月、詩集『火の遺言』刊行。同月、講談社水墨画の巨匠シリーズ第11巻『大雅』の解説を小林忠とともに執筆。7月、谷川俊太郎とともに編集担当し、点字で『声で楽しむ美しい日本の詩 近・現代詩篇』制作。同月、『國文學』で大岡信を特集、大江健三郎と対談。8月、谷川共編で点字による『声で楽しむ美しい日本の詩 和歌・俳句篇』制作。同月、『現代詩手帖』にパスの主催雑誌『ヴエルタ』の依頼で書かれた詩「パスの庭」を発表。同月、『聖なる山河を行く』を大岡ほか24名の共著で刊行。9月、ベルリンの雑誌『国際文学』に「詩とはなにか」全24篇がフープ訳で掲載される。同月、三島市民文化会館で「大岡信文化講演会」第1回「ふるさとで語る折々のうた」開催。10月、パリのコレージュ・ド・フランスにて連続講義「古代日本の詩と詩人」を隔週1回で全4回行う。同月、評論『1900年前夜後朝譚 近代文芸の豊かさの秘密』刊行。この年、ハワイにおいて、連詩集『What the kite thinks：a linked poem by Makoto Ōoka, Wing Tek Lum, Joseph Stanton, Jean Yamasaki Toyama』、『A poet's anthology:the range of Japanese poetry』刊行。11月、トゥールーズ大学・日本詩歌セミナーにて講演。
1995年（平成7年）2月、大築勇吏仁、マリア・パストール訳によりスペイン語版選詩集『詩集』刊行。3月、イエルサレム国際詩人祭に参加、その後、マドリードに遊ぶ。同月、恩賜賞・日本芸術院賞受賞。4月、『現代詩手帖』特集「「櫂」の功罪」のための座談会に川崎洋、谷川俊太郎とともに参加。同月、曽宮一念詩歌集『雲を呼ぶ』を編集刊行。同月、『あなたに語る日本文学史 古代・中世篇』刊行。5月、現代詩人99人の代表作760編をまとめた『集成・昭和の詩』刊行。同月刊行の現代詩文庫『牟礼慶子詩集』に「牟礼慶子の詩」を寄せる。6月、岩波少年文庫『おとぎ草子 遠いむかしのふしぎな話』刊行。7月、『あなたに語る日本文学史 近世・近代篇』刊行。同月、現代詩文庫『続・大岡信詩集』刊行。9月、『正岡子規 五つの入口』刊行。同月、前年のコレージュ・ド・フランス講義をメゾヌーヴ・エ・ラローズから刊行。同月、好評のため、コレージュ・ド・フランスにて追加講義。その後、ノルウェーのオスロ大学で講演。さらにベルリン、パリを回って帰国。10月、講談社現代新書『私の万葉集 3』刊行。11月、和英対訳絵本『一寸法師 安寿と厨子王』のうち一寸法師の大岡が和語担当したものが、刊行される。同月、随筆集『光の受胎』刊行。同月、『火の遺言 オペラ』刊行。同月、朝日文芸文庫『大岡信の日本語相談』刊行。同月、コレージュ・ド・フランスでの講義のすべてを収めた『日本の詩歌 その骨組みと素肌』刊行。同月、グレゴアール・ソロタレフ著『サンタクロースの辞典』を翻訳刊行。同月、粟津則雄解説を付した台本『オペラ 火の遺言』刊行。ソプラノ豊田喜代美により、一柳慧作曲のモノ・オペラとして日本各地で上演。12月、鄭民欽訳により中国語訳『大岡信散文詩選』刊行。同月、日本芸術院会員。
1996年（平成8年）1月随筆集『ことのは草』刊行。同月、ドミニク・パルメ訳で仏訳詩集『風の言葉 その他の詩』刊行。同月、バイチマン訳で英訳詩集『遊星の寝返りの下で』刊行。3月、日中文化交流協会の派遣で北京、西安、上海を訪問。上海で祖父・延時の旧居を訪ね当てる。同月、高岡市教育委員会による高岡市民教養セミナー講演録『詩歌と日本人』刊行。5月、タイのプーケット島で行われた短詩型シンポジウムに参加。7月随筆集『ぐびじん草』刊行。同月、大岡編による加藤楸邨著『句集 望岳』刊行。同月『古典を読む 万葉集』刊行。同月『ことばの力』刊行。8月、マケドニアのストルーガ詩祭で「金冠賞」を受賞、同国訪問。マケドニア語『大岡信詩集』刊行。9月『現代詩の鑑賞101』刊行。11月『日本語で生きる4』に大岡編の「五音と七音の詩学」採録刊行。同月、『しのび草 わが師わが友』刊行。この年中国、タイ、マケドニア旅行、詩祭出席。96年度朝日賞受賞。
1997年（平成9年）1月講談社現代新書『私の万葉集 4』刊行。同月、朝日賞受賞。6月随筆集『みち草』刊行。7月大岡監修『日本うたことば表現辞典』1、2（植物編上、下巻）刊行。同月、アラビア語訳『折々のうた』刊行。同月、コレージュ・ド・フランス講義の英語版『古代日本の詩と詩論』をフィッツシモンズ訳で刊行。10月、独訳選詩集『故郷の水へのメッセージ1951-1996』をエドゥアルド･クロッペンシュタイン訳で刊行。11月エッセイ集『ことばが映す人生』刊行。同月詩集『光のとりで』刊行。同月、大岡玲との共訳で『宝石の声なる人に プリヤンバダ・デーヴィーと岡倉覚三 愛の手紙』刊行。同月、文化功労者として顕彰される。
1998年（平成10年）1月講談社現代新書『私の万葉集 5』刊行。同月大岡監修『日本うたことば表現辞典』3（動物編）刊行。2月、『現代詩手帖』中村真一郎追悼座談会に出席。同月随筆集『しおり草』刊行。4月、野田暉行作曲「オラトリオ 開眼会（大仏開眼）」を東京藝術大学奏楽堂記念演奏会で発表。6月岩波文庫『窪田空穂随筆集』の編集刊行。7月、鈴木輝昭作曲で男性合唱とピアノのための組曲『ハレー彗星独白』刊行。8月、現代詩文庫『続続・大岡信詩集』刊行。同月大岡監修『日本うたことば表現辞典』4（叙景編）刊行。10月、伊豆の畑毛温泉にて、川崎洋、佐々木幹郎、英詩人チャールズ・トムリンソン、ジェームズ・ラズダンらと連詩を巻く。同月、パルメ訳で仏訳選詩集『Dans l'océan du silence』（沈黙の海の中で）刊行。
1999年（平成11年）2月随筆集『拝啓漱石先生』刊行。3月、角川文庫『名句歌ごよみ 春』刊行。4月『阿波野青畝全句集』を稲畑汀子とともに監修刊行。5月岩波書店版「日本の古典詩歌」第3巻として『歌謡そして漢詩文』刊行。6月詩集『捧げるうた50篇』刊行。7月刊行谷川俊太郎詩集『空の青さをみつめていると』に解説を執筆。同月、『日本詩歌読本』刊行。同月、「日本の古典詩歌」第2巻『古今和歌集の世界』刊行。8月『日本文学地名大辞典 詩歌編 上、下巻』刊行。9月「日本の古典詩歌」第4巻『詩歌における文明開化』刊行。同月、ベルリン芸術アカデミーで、ドイツ、ポーランド、デンマーク、日本（大岡）の4詩人による連詩。10月、ウリ・ベッカー、ドゥルス・グリューンバイン、谷川俊太郎、高橋順子、大岡ら日独の5名の詩人により国際「しずおか連詩」第1回開催。大岡が捌き手となる。11月「日本の古典詩歌」第5巻『詩人たちの近代』刊行。12月『あなたに語る日本文学史』刊行。同月、集英社新書『北米万葉集 日系人たちの望郷の歌』刊行。
2000年（平成12年）1月「日本の古典詩歌」第1巻『万葉集を読む』刊行。2月、随筆集『おもひ草』刊行。同月、長女・亜紀、日本画家としての初の個展。3月「日本の古典詩歌」別巻『詩の時代としての戦後』刊行。同月、『日本うたことば表現辞典 6、7』（生活編上、下）刊行。同月、コロンビア大学ドナルド・キーン・センターの招聘により、アメリカ各地で講演、詩朗読。同月、クロッペンシュタイン訳によるコレージュ・ド・フランス講義の独訳『古代日本の詩と詩論』『Dichtung und Poetik des alten Japan fünf Vorlesungen am Collège de France』刊行。4月、大岡が編集解説した岩波文庫『窪田空穂歌集』刊行。6月、ジャニーン・バイチマン訳による英訳『折々のうた』刊行。同月、宮田雅之切り絵、リービ英雄英訳による『万葉恋歌』刊行。8月、福沢啓臣訳で、前年9月にベルリンで行われた連詩の独語版『吊り橋―ベルリン連詩』刊行。10月、オランダのポエトリー・インターナショナル主催による日本・オランダ連詩相互交流の会に参加。11月『日本うたことば表現辞典 8、9』（狂歌・川柳編上、下）刊行。同月、静岡市で日中詩人による連詩、しずおか連詩第2回。
2001年（平成13年）1月『百人百句』刊行。同月中公文庫『詩の日本語』刊行。2月講談社文芸文庫に『現代詩人論』が収められる。同月仙台文学館ブックレット『講演好きな詩あれこれ』刊行。3月角川文庫『人生の黄金時間』刊行。4月『おーいぽぽんた 声で読む日本の詩歌166 俳句・短歌鑑賞』（柚木沙弥郎と共著）刊行。10月角川文庫『「忙即閑」を生きる』刊行。11月『世紀の変り目にしやがみこんで』刊行。同月、大岡亜紀個展。同月、フィンランドから静岡市にニエミネン、ヴァルスケアパー（北方少数民族サーミ人）らを招聘し、連詩を行う。しずおか連詩第3回。12月学研M文庫大岡編『古今集・新古今集』刊行。
2002年（平成14年）1月、『現代詩手帖』に「唄はれる詩二篇」として「なぎさの地球―木下牧子のために」、「天地のるつぼ 出雲讃歌―鈴木輝昭のために」発表。同月『子規の俳句』刊行。2月『おもひ草』刊行。3月出雲市委嘱の鈴木輝昭作曲混声合唱のための組曲『頌歌 天地のるつぼ―出雲讃歌』が出雲市民会館にて初演される。4月、増進会出版社の後援で月例講演会「大岡信フォーラム」開始。毎月一回、大岡が自由に自作の詩について語る会であった。5月瓜坊進編大岡監修『短歌俳句自然表現辞典 歳時記版』刊行。6月、野平一平作曲「大岡信の二つの詩、混声合唱とピアノのための」刊行。7月『日本語の豊かな使い手になるために 読む、書く、話す、聞く』刊行。同月、日英による『対訳 折々のうた』刊行。8月、国際交流基金賞受賞。同月、NHK学校音楽コンクール課題曲・女声合唱木下牧子作曲「なぎさの地球」発表。9月、仏語詩集『光のとりで』刊行。10月日野啓三死去。大岡が葬儀委員長をつとめる。同月『日本語つむぎ』刊行。11月詩集『旅みやげ にしひがし』刊行。同月思潮社版『大岡信全詩集』刊行。同月『短歌俳句愛情表現辞典』刊行。同月、秋吉台における思潮社主催の現代詩国際セミナーで講演、対談。同月、アーサー・ビナードを交えて、しずおか連詩第4回。12月『折々のうた三六五日 日本短詞型詞華集』刊行。この年『Citadelle de lumière』（光の砦）刊行。
2003年（平成15年）2月『現代詩手帖』特集「大岡信 現代詩のフロンティア」で、谷川俊太郎と対談。3月、パリの詩の家にて朗読。4月、千代田区飯田橋のマンションに転居。6月大岡監修『飴山實全句集』刊行。11月文化勲章受賞。同受賞を記念して編んだ詩集『わたしは月にはいかないだろう』刊行。同月、ベルンレフ、ファントールンらを交えて、しずおか連詩第5回。
2004年（平成16年）1月、宮中歌会始で召人を務める。題「幸」。詠進歌「いとけなき日のマドンナの幸ちやんも孫三たりとぞeメイル来る」。同月『ことばの流星群 明治・大正・昭和の名詩集』刊行。3月随筆集『瑞穂の国うた』刊行。6月、フランス政府よりレジオン・ドヌール勲章オフシエ受賞。8月、一柳慧作曲、観世栄夫演出「生田川物語 求塚にもとづく」が神奈川県立音楽堂にて初演される。11月大岡亜紀画、水内喜久雄選・著『きみはにんげんだから 大岡信詩集』刊行。『大岡信詩集 自選』刊行。同月五回にわたる「しずおか連詩」の成果の集積である大岡編『連詩 闇にひそむ光』刊行。
2005年（平成17年）1月詩の森文庫『昭和詩史 運命共同体を読む』刊行。2月『이야기 일본 문학사』（あなたに語る日本文学史）刊行。3月、一柳慧作曲、合唱とピアノのための舞台作品「水炎伝説」が東京文化会館において東京混声合唱団により初演される。5月から12月にかけて、瓜坊進編大岡監修『早引き季語辞典 夏、秋、冬、新年・春』刊行。6月大岡編による岩波少年文庫『星の林に月の船 声で楽しむ和歌・俳句』刊行。12月『百人一首 王朝人たちの名歌百選』刊行。同月『すばる歌仙』（丸谷才一、岡野弘彦と共著）刊行。同月岩波現代文庫『日本の詩歌 その骨組みと素肌』刊行。
2006年（平成18年）3月詩の森文庫『対談現代詩入門 ことば・日本語・詩』刊行。4月三鷹市美術ギャラリーにて自身の現代美術コレクションを展示する「詩人の眼・大岡信コレクション」展開催（以降翌年9月まで5会場を巡回）。同月『生の昂揚としての美術』刊行。7月詩の森文庫『鮎川信夫から飯島耕一』（鮎川信夫、北川透と共著）刊行。同月瓜坊進編大岡監修『早引き季語辞典 俳枕』刊行。9月サラーヌ・アレクサンドリアン著『マックス・エルンスト』の翻訳刊行。10月詩の森文庫『谷川俊太郎から伊藤比呂美』（鮎川信夫、北川透と共著）刊行。10月から翌年3月にかけてのJAXA（国立研究開発法人宇宙航空研究開発機構）による「宇宙連詩」第1期の捌き手となり、シンポジウムに出席。11月、岡井隆、ビナードらを交えて、しずおか連詩第7回。12月金田一秀穂と共著でベスト新書『日本人を元気にするホンモノの日本語 言葉の力を取り戻す』刊行。
2007年（平成19年）3月「宇宙連詩」第一回完成披露シンポジウムに毛利衛らと出席。3月31日「折々のうた」6762回にて連載終了。7月『日本うたことば表現辞典』10、11（枕詞編上、下）刊行。同月、『精選折々のうた 上、中、下』刊行。7月から翌年2月にかけての「宇宙連詩」第2期の捌き手となる。8月、日本現代詩人会会長に再任（翌年まで）。9月『万葉集 古典を読む』刊行。10月、岩波新書『新折々のうた9』、『新折々のうた総索引』刊行。11月、しずおか連詩第8回。12月、「日中現代詩シンポジウム」出席。
2008年（平成20年）1月『鯨の会話体 詩集』刊行。3月岩波新書『歌仙の愉しみ』（岡野弘彦、丸谷才一と共著）刊行。同月、「宇宙連詩」第2回完成披露シンポジウム出席。4月詩集『鯨の会話体』刊行。5月講演および評論集『人類最古の文明の詩』刊行。6月岩波現代文庫『詩人・菅原道真 うつしの美学』刊行。8月編集解説『大岡博全歌集』刊行。同月『日本うたことば表現辞典』12、13（歌枕編上、下）刊行。同月、水内喜久雄選・著点字版『きみはにんげんだから 大岡信詩集』刊行。9月から翌年5月にかけての「宇宙連詩」第3期の監修者となる。10月、三島市民文化会館における「大岡信文化講演会」が第15回を迎え、丸谷才一、岡野弘彦、小島ゆかりらと連句について座談し、以て最終回とした。11月、しずおか連詩が第9回を迎え、ここで作り手を降りて、監修のみをつとめることとする。
2009年（平成21年）3月ちくま文庫『ひとの最後の言葉』刊行。同月、これまで毎月行ってきた「大岡信フォーラム」をこの回で最終回とする。4月静岡県裾野市に転居する。6月『日本うたことば表現辞典』15(本歌本説取編)刊行。10月、静岡県三島市に「大岡信ことば館」開館。同月、大岡信ことば館編集図録『大岡信コレクション その1 作家名あ〜か』刊行。2010年（平成22年）1月大岡信ことば館編集図録『大岡信コレクション その2 作家名か〜し』刊行。3月、21世紀版少年少女古典文学館第24巻『万葉集ほか』刊行。同月安徽大学出版社より『日本的诗歌 其骨骼和肌肤』刊行。4月大岡信ことば館編集図録『大岡信コレクション その3 作家名す〜と』刊行。7月『大岡信講演集 日本詩歌の特質』刊行。同月、大岡信ことば館編集図録『大岡信コレクション その4 作家名な〜わ』刊行。10月大岡信ことば館編集図録『大岡信コレクション その5 作家名A〜Z』刊行。
2011年（平成23年）2月大岡信ことば館編集による図録『大岡信コレクション その6 大岡信の作品群』刊行。3月東日本大震災。8月大岡信ことば館による『大岡信の万葉集展 遊ぶ遊ぶ』刊行。11月大岡信ことば館による『大岡信の万葉集展 人麻呂の宇宙』刊行。2012年（平成24年）3月大築勇吏人編、ラウス・モラレス共訳スペイン語訳詞選集『Memoria y presente』（記憶と現在）刊行。7月大岡信ことば館による『大岡信の万葉集展 旅人と憶良』刊行、11月大岡信ことば館による『大岡信の万葉集展 家持と女たち』刊行。2013年（平成25年）5月評論集『詩人と美術家』刊行。8月大岡信ことば館による『大岡信全軌跡』（年譜、あとがき集、書誌全3冊）刊行。
2014年（平成26年）7月、長谷川櫂ほかで、大岡信研究会発足。2015年（平成27年）3月、全音楽譜出版社より鈴木輝昭作曲『地上楽園の午後 混声合唱とピアノのための』刊行。6月谷川俊太郎編『大岡信 丘のうなじ』刊行。10月、大岡信研究会会誌『大岡信研究』刊行。10月10日から12月6日まで世田谷文学館で「詩人・大岡信」展。2016年（平成28年）4月岩波文庫『自選 大岡信詩集』刊行。
2017年（平成29年）4月5日、呼吸不全のため死去。

## 栄誉

### 受賞
- 1969年（昭和44年） - 評論集『蕩児の家系 日本現代詩の歩み』で藤村記念歴程賞。
- 1972年（昭和47年） - 『紀貫之』で読売文学賞（評論・伝記部門）。
- 1979年（昭和54年） - 詩集『春 少女に』で無限賞。
- 1980年（昭和55年） - 朝日新聞連載『折々のうた』執筆活動で菊池寛賞。
- 1989年（平成元年） - 『故郷の水へのメッセージ』で現代詩花椿賞。
- 1990年（平成2年） - 『詩人・菅原道真 うつしの美学』で芸術選奨文部大臣賞。
- 1993年（平成5年） - 東京都文化賞。詩集『地上楽園の午後』で詩歌文学館賞。
- 1995年（平成7年） - 日本芸術院賞・恩賜賞。
- 1996年（平成8年） - マケドニア共和国の詩祭ストルガ詩の夕べで金冠賞。
- 1997年（平成9年） - 1996年度朝日賞[36]。
- 2002年（平成14年） - 国際交流基金賞。
- 2014年（平成26年） - 草加市文化賞[32]。

### 叙勲
- 1989年（平成元年） - フランス芸術文化勲章シュヴァリエ。
- 1993年（平成5年） - フランス芸術文化勲章オフィシエ。
- 1997年（平成9年） - 文化功労者。
- 2003年（平成15年） - 文化勲章[37]。
- 2004年（平成16年） - フランス政府よりレジオンドヌール勲章オフィシエ。

## 作品

### 著書
- 『大岡信著作集』（全15巻 青土社 1977年-1978年）
- 『日本の古典詩歌』（全5巻・別巻 岩波書店 1999年-2000年）
- 『大岡信全詩集』（思潮社 2002年）

#### 詩集・連詩
- 『記憶と現在』（ユリイカ 1956年）
- 『大岡信詩集』（ユリイカ（今日の詩人双書） 1960年）
- 『わが詩と真実』（思潮社 1962年）
- 『大岡信詩集』（思潮社 1968年）
- 『大岡信詩集』（思潮社 現代詩文庫 1969年、新選1978年）
- 『彼女の薫る肉体』（湯川書房 1971年）
- 『砂の嘴・まわる液体』（青地社 1972年）
- 『大岡信詩集』（五月書房 1975年）
- 『遊星の寝返りの下で』（書肆山田 1975年）
- 『悲歌と祝禱』（青土社 1976年）
- 『透視図法―夏のための』（書肆山田 1977年）
- 『春 少女に』（書肆山田 1978年）[注釈 55]
- 『水府 みえないまち』（思潮社 1981年）
- 『草府にて 詩集』（思潮社 1984年）
- 『詩とはなにか 詩集』（青土社 1985年）
- 『ヴァンゼー連詩』（岩波書店 1987年）
- 『ぬばたまの夜、天の掃除器せまつてくる』（岩波書店 1987年）
- 『故郷の水へのメッセージ』（花神社 1989年）
- 『朝の頌歌 詩集』（銀の鈴社（ジュニア・ポエム双書） 1989年）
- 『地上楽園の午後』（花神社 1992年）
- 『火の遺言』（花神社 1994年）
- 『続 大岡信詩集』（思潮社 現代詩文庫 1995年）
- 『光のとりで』（花神社 1997年）
- 『続続 大岡信詩集』（思潮社 現代詩文庫 1998年）
- 『捧げるうた50篇 詩集』（花神社 1999年）
- 『世紀の変り目にしやがみこんで』（思潮社 2001年）
- 『旅みやげにしひがし』（集英社 2002年）
- 『大岡信詩集』（芸林書房（芸林21世紀文庫） 2003年） 粟津則雄編
- 『きみはにんげんだから 詩集』（理論社 2004年） 大岡亜紀画
- 『闇にひそむ光 連詩』（岩波書店 2004年）
- 『自選 大岡信詩集』（岩波書店 2004年／岩波文庫 2016年）
- 『鯨の会話体 詩集』（花神社 2008年）
- 『青春賦15 詩集』（花神社 2013年）
- 『大岡信詩集 丘のうなじ』（童話屋 2015年） 谷川俊太郎編

#### アンソロジー
- 『折々のうた』全10冊 （岩波新書、1980-1992年）
- 『新折々のうた』全9冊 （岩波新書、1994-2007年）
- 『大岡信『折々のうた』選』（岩波新書、2019-2020年）
- 『新編・折々のうた』全5冊（朝日新聞社、1983-1994年）のち朝日文庫 新編全6冊
- 『折々のうた三六五日 日本短詩型詞華集』（岩波書店 2002年、岩波文庫 2024年）
- 『精選折々のうた 日本の心、詩歌の宴』上中下（朝日新聞出版 2007年）
- 『ことばよ花咲け 愛の詩集』（集英社文庫 1984年）
- 『うたの歳時記』（学習研究社 1985年-1986年）
- 『四季歌ごよみ 恋・春夏秋冬』全5冊（学習研究社 1985年-1986年）のち「名句歌ごよみ」角川文庫
- 『万葉集 ほか』（少年少女古典文学館：講談社 1993年、新版2010年）
- 『集成・昭和の詩』（小学館 1995年）
- 『百人百句』（講談社 2001年）
- 『星の林に月の船 声で楽しむ和歌・俳句』（岩波少年文庫 2005年）

#### 評論・詩論・評伝など
- 『現代詩試論』（ユリイカ 1955年）、「現代詩試論 詩人の設計図」（講談社文芸文庫 2017年）
- 『詩人の設計図 詩論集』（ユリイカ 1958年）
- 『芸術マイナス1 戦後芸術論』（弘文堂 1960年）
- 『抒情の批判 日本的美意識の構造試論』（晶文社 1961年）
- 『芸術と伝統』（晶文社 1963年）
- 『眼・ことば・ヨーロッパ 明日の芸術』（美術出版社 1965年）
- 『超現実と抒情 昭和十年代の詩精神』（晶文社 1965年）
- 『文明のなかの詩と芸術』（思潮社 1966年）
- 『現代芸術の言葉』（晶文社 1967年）
- 『現代詩人論』（角川選書 1969年）
- 『蕩児の家系 日本現代詩の歩み』（思潮社 1969年）
- 『肉眼の思想 現代芸術の意味』（中央公論社 1969年、中公文庫 1979年）
- 『言葉の出現』（晶文社 1971年）
- 『紀貫之』（日本詩人選7：筑摩書房 1971年、ちくま文庫 1989年、ちくま学芸文庫 2018年）
- 『たちばなの夢 私の古典詩選』（新潮社 1972年） 「私の古典詩選」（岩波同時代ライブラリー）
- 『彩耳記 文学的断章』（青土社 1972年）
- 『現代美術に生きる伝統』（新潮社 1972年）
- 『狩月記 文学的断章』（青土社 1973年）
- 『装飾と非装飾』（晶文社 1973年）
- 『今日も旅ゆく 若山牧水紀行』（平凡社 1974年） のち「若山牧水 流浪する魂の歌」（中公文庫）
- 『日本の古典 別巻1・グラフィック版 百人一首』（世界文化社 1975年、新編1980年、2005年）
- 『星客集 文学的断章』（青土社 1975年）
- 『本が書架を歩みでるとき』（花神社 1975年）
- 『青き麦萌ゆ』（毎日新聞社（現代の視界 2）1975年 のち中公文庫）
- 『風の花嫁たち 古今女性群像』（草月出版 1975年 のち現代教養文庫）
- 『岡倉天心』（朝日新聞社（朝日評伝選） 1975年、朝日選書 1985年）
- 『子規・虚子』（花神社 1976年）
- 『年魚集 文学的断章』（青土社 1976年）
- 『詩への架橋』（岩波新書 1977年）
- 『現代文学・地平と内景』（朝日新聞社 1977年）
- 『超現実と抒情 昭和十年代の詩精神』（晶文社 1977年）
- 『昭和詩史』（思潮社 1977年、同・詩の森文庫 2005年）
- 『明治・大正・昭和の詩人たち』（新潮社 1977年）
- 『ことばの力』（花神社 1978年）
- 『うたげと孤心 大和歌篇』（集英社 1978年 のち岩波同時代ライブラリー、岩波文庫 2017年）
- 『片雲の風 私の東西紀行』（講談社 1978年）
- 『逢花抄 文学的断章』（青土社 1978年）
- 『日本詩歌紀行』（新潮社 1978年）
- 『四季の歌 恋の歌 古今集を読む』（筑摩書房 1979年、ちくま文庫 1987年）
- 『アメリカ草枕』（岩波書店 1979年）
- 『詩歌折々の話』（講談社 1980年）
- 『宇滴集 文学的断章』（青土社 1980年）
- 『詩とことば』（花神社 1980年）
- 『詩の日本語』（日本語の世界11：中央公論社 1980年、中公文庫 2001年）
- 『百人一首』（講談社文庫 1980年）
- 『《折々のうた》の世界』（講談社ゼミナール選書 1981年）
- 『現代の詩人たち』（青土社 1981年）
- 『萩原朔太郎』（近代日本詩人選10：筑摩書房 1981年、ちくま学芸文庫 1994年）
- 『現世に謳う夢 日本と西洋の画家たち』（中央公論社 1981年、中公文庫 1988年）
- 『詩の思想』（花神社 1982年）
- 『人麻呂の灰 折々雑記』（花神社 1982年）
- 『加納光於論』（風の薔薇 1982年）
- 『日本詩歌読本』（三修社 1982年、講談社学術文庫 1986年）
- 『詩歌の読み方』（思潮社 1983年）
- 『短歌・俳句の発見』（読売新聞社 1983年）
- 『表現における近代 文学・芸術論集』（岩波書店 1983年）
- 『マドンナの巨眼』（青土社 1983年）
- 『古典のこころ』（ゆまにて 1983年）
- 『日本語の豊かな使い手になるために 読む、書く、話す、聞く』（太郎次郎社 1984年 のち講談社+α文庫）
- 『水都紀行 スウェーデン・デンマークとの出会い』（筑摩書房 1984年）
- 『ミクロコスモス 滝口修造』（みすず書房 1984年）
- 『抽象絵画への招待』（岩波新書 1985年）
- 『詩・ことば・人間』（講談社学術文庫 1985年）
- 『万葉集 古典を読む』（岩波書店 1985年 のち同時代ライブラリー、現代文庫）
- 『詩歌ことはじめ』（講談社学術文庫 1985年）
- 『楸邨・竜太』（花神社 1985年）
- 『〈折々のうた〉を語る』（講談社 1986年）
- 『うたのある風景』（日本経済新聞社 1986年）
- 『ヨーロッパで連詩を巻く』（岩波書店 1987年）
- 『窪田空穂論』（岩波書店 1987年）
- 『人生の黄金時間』（日本経済新聞社 1988年 のち角川文庫）
- 『詩人・菅原道真 うつしの美学』（岩波書店 1989年 のち現代文庫、岩波文庫）
- 『永訣かくのごとくに候』（弘文堂 1990年）
- 『連詩の愉しみ』（岩波新書 1991年）
- 『詩をよむ鍵』（講談社 1992年）
- 『光のくだもの』（小学館 1992年）
- 『「忙即閑」を生きる』（日本経済新聞社 1992年 のち角川文庫）
- 『美をひらく扉』（講談社 1992年）
- 『私の万葉集』全5冊 （講談社現代新書 1993年-1998年 のち新編・講談社文芸文庫）
- 『人生の果樹園にて』（小学館 1993年）
- 『1900年前夜後朝譚 近代文芸の豊かさの秘密』（岩波書店 1994年）
- 『あなたに語る日本文学史』（2巻 新書館 1995年 のち新編・角川ソフィア文庫）
- 『正岡子規 五つの入口』（岩波セミナーブックス 1995年）
- 『大岡信の日本語相談』（朝日文芸文庫 1995年）
- 『日本の詩歌 その骨組みと素肌』（講談社 1995年 のち岩波現代文庫、岩波文庫）
- 『ことのは草』（世界文化社 1996年）
- 『しのび草 わが師わが友』（世界文化社 1996年）
- 『ぐびじん草』（世界文化社 1996年）
- 『みち草』（世界文化社 1997年）
- 『ことばが映す人生』（小学館 1997年）
- 『しおり草』（世界文化社 1998年）
- 『拝啓漱石先生』（世界文化社 1999年）
- 『北米万葉集 日系人たちの望郷の歌』（集英社新書 1999年）
- 『おもひ草』（世界文化社 2000年）
- 『日本語つむぎ』（世界文化社 2002年）
- 『瑞穂の国うた』（世界文化社 2004年 のち新潮文庫）
- 『生の昂揚としての美術』（花神社 2006年、大岡信フォーラム）
- 『人類最古の文明の詩』（朝日出版社 2008年）
- 『ひとの最後の言葉』（ちくま文庫 2009年）
- 『日本詩歌の特質―大岡信講演集』（大岡信フォーラム 2010年）
- 『詩人と美術家』（大岡信フォーラム 2013年）
- 『思考することば』野沢啓編・解説 （未來社 2024年）

#### 共著
- 『現代詩評釈』（吉田精一、分銅惇作共編 学燈社 1968年）
- 『現代詩論 7』（天沢退二郎共著 晶文社 1972年）
- 『歌仙』（石川淳・安東次男・丸谷才一共著 青土社 1981年）
- 『連詩 揺れる鏡の夜明け』（トマス・フィッツシモンズ共著 筑摩書房 1982年）
- 『酔ひどれ歌仙』（青土社 1983年）

石川淳、井上ひさし、杉本秀太郎、野坂昭如、丸谷才一、結城昌治共著
- 『浅酌歌仙』（石川淳、丸谷才一、杉本秀太郎共著 集英社 1988年）
- 『ファザーネン通りの縄ばしご―ベルリン連詩』（岩波書店 1989年）

谷川俊太郎、ハンス・カール・アルトマン、オスカー・パスティオール共著
- 『現代詩の鑑賞101』（新書館 1996年、新版1998年）、編者代表
- 『とくとく歌仙』（丸谷才一、高橋治、井上ひさし共著 文藝春秋 1991年）
- 『句集 望岳』（加藤楸邨共著 花神社 1996年）
- 『すばる歌仙』（丸谷才一、岡野弘彦共著 集英社 2005年）
- 『歌仙の愉しみ』（岡野弘彦、丸谷才一共著 岩波新書 2008年）

#### 共編・対談・鼎談・往復書簡集
（）内の人物は対談・鼎談相手
- 『対話 詩の誕生』（谷川俊太郎）（読売新聞社 1975年）、のち思潮社、岩波文庫
- 『討議近代詩史』（鮎川信夫・吉本隆明）（思潮社 1976年）
- 『古寺巡礼京都18 東福寺』（福島俊翁 共著 淡交社 1977年）
- 『批評の生理』（谷川俊太郎）（思潮社 1978年）
- 『古寺巡礼奈良15 薬師寺』（高田好胤 共著 淡交社 1980年）
- 『芭蕉の時代』（尾形仂）（朝日新聞社 1981年）
- 『詩歌歴遊 大岡信対談集』（文藝春秋 1981年）
- 『詩と世界の間で』（谷川俊太郎往復書簡集）（思潮社 1984年）
- 『海とせせらぎ－日本の詩歌 大岡信対談集』（岩波書店 1985年）
- 『対談 現代詩入門』（谷川俊太郎）（中央公論社 1985年）、のち中公文庫、思潮社詩の森文庫
- 『俳句の世界』（川崎展宏）（富士見書房 1988年）
- 『日本人を元気にするホンモノの日本語』（金田一秀穂）（ベスト新書 2006年）

#### 翻訳
- シモーヌ・ド・ボーヴォワール『長い歩み 中国の発見』（内山敏共訳 紀伊國屋書店 1959年）
- マルセル・ブリヨン『抽象芸術』（瀧口修造、東野芳明共訳 紀伊國屋書店 1959年）
- ハーバート・リード『近代絵画史』（紀伊國屋書店 1962年）
- ディヴィッド・ダグラス・ダンカン『ピカソのピカソ』（美術出版社 1962年）
- ロベール・デシャルヌ『ガラのダリ』（美術出版社 1963年）
- アンリ・ファーブル『昆虫記』（河出書房（少年少女世界の文学） 1967年） のち岩波少年文庫
- ブラッサイ『語るピカソ』（飯島耕一共訳 みすず書房 1968年）
- 『ミロの版画 デッサン 銅版画 石版画 木版画 書籍 ポスター』（河出書房新社 1974年）
- ジャン・スタロバンスキー『道化のような芸術家の肖像』（新潮社 1975年）
- 『プレヴェール詩集 やさしい鳥』（偕成社（詩の絵本） 1977年）
- ドン・フリーマン『みつけたぞぼくのにじ』（岩波書店 1977年）
- ジェニー・ワグナー『まっくろけのまよなかネコよおはいり』（岩波書店 1978年）
- 『鬼と姫君物語 お伽草子』（平凡社 1979年） のち「お伽草子」岩波少年文庫
- ジェニー・ワグナー『アラネア あるクモのぼうけん』（岩波書店 1979年）
- ルース・クラウス『おふろばをそらいろにぬりたいな』（岩波書店 1979年）
- ル・クレジオ『木の国の旅』（文化出版局（フランスの傑作絵本） 1981年）
- 『宝石の声なる人に プリヤンバダ・デーヴィーと岡倉覚三・愛の手紙』（大岡玲共訳 平凡社 1982年、平凡社ライブラリー 1997年）
- トマス・フィッツシモンズ『日本合わせ鏡の贈り物』（大岡玲共訳 岩波書店 1986年）
- 『ジョン・アッシュベリー詩集』（飯野友幸共訳 思潮社 1993年）
- グレゴアール・ソロタレフ『サンタクロースの辞典』（朝日新聞社 1995年）
- サラーヌ・アレクサンドリアン『マックス・エルンスト』（河出書房新社 2006年）

### 作家・作品論
- 『ユリイカ 詩と批評 特集 大岡信 詩と批評の現在』1976年12月号 青土社
- 『大岡信 現代詩読本』思潮社、1992年
- 『大岡信の詩と真実』菅野昭正編、岩波書店、2016年6月。7名による作家論集
- 『ユリイカ 臨時増刊号 総特集 大岡信の世界』青土社、2017年7月号。追悼出版
- 大井浩一『大岡信: 架橋する詩人』岩波書店〈岩波新書〉、2021年7月。ISBN 9784004318897。全国書誌番号:23573483。

### 戯曲、歌劇、映画
- あだしの （小沢書店 1972年）
- トロイアの女（大岡信潤色、早稲田小劇場（現：SCOT）により初演、1974年）
- 水炎伝説 （石井眞木作曲、実相寺昭雄演出、1990年）
- オペラ 火の遺言（一柳慧作曲、台本は朝日新聞社、1995年）
- 生田川物語 能「求塚」にもとづく （一柳慧作曲、観世榮夫演出、2004年）
- 映画『あさき夢みし』 （1974年 ATG、脚本を担当、「とはずがたり」に基づくオリジナル。クレジットは「作」となっており、テレビでは時おり見られるが映画では異色の表記である。監督は実相寺昭雄）

### 音楽作品
音楽に関する評論も数多い。1962年（昭和37年）に武満徹の管弦楽曲のために詩「環礁」を書き下ろして以来、クラシック音楽の作曲家ともたびたび共作している。一柳慧とは合唱曲「光のとりで 風の城」やモノオペラ「火の遺言」、木下牧子とは合唱曲「なぎさの地球」などを生み出した。
- 「環礁」（武満徹作曲、ソプラノとオーケストラ、1962年）
- 「暗黒への招待」（大岡信構成、一柳慧作曲、1964年）
- 「私は月には行かないだろう」（小室等作曲、1971年）
- 「死と微笑」（座光寺公明作曲（Op.6）、バリトンとピアノ、1980年）
- 合唱組曲「方舟」（木下牧子作曲、1980年）
- 「炎のうた」（大岡信・ジュリエット・グレコ共訳詞、グレコ歌唱、1986年）
- 合唱曲「夏のおもいに」（山岸徹作曲、1986年）
- 「風姿行雲」（湯浅譲二作曲、日本の伝統楽器と声（アルトおよびテノール）、1988年）
- 交響曲「ベルリン連詩」（一柳慧作曲、ソプラノとテノールとオーケストラ、1988年）
- 伶楽交響曲第2番「日月屏風一雙 虚諧」（一柳慧作曲、1989年）
- 「富士へ」（三善晃作曲、吹奏楽と混声合唱、1990年）
- 合唱曲「春のために」（山岸徹作曲、1992年）
- 合唱曲「なぎさの地球」（木下牧子作曲、2002年）
- 合唱曲「頌歌天地のるつぼ 混声合唱のための組曲 出雲讃歌」（鈴木輝昭作曲、2002年）
- 合唱曲「大岡信の二つの詩 肖像（詩集《記憶と現在》より）・水の生理（詩集《水の生理》より）（野平一郎作曲、2002年）
- 合唱曲「わたしは月にはいかないだろう」（木下牧子作曲、2005年）
- 「オーロラのごとく 巻雲のごとく（大岡信「光る花」より）」（一噌幸弘作曲、2007年）
- 合唱曲「光のとりで」（松下耕作曲、2007年）
- 混声合唱とピアノのための「箱舟時代」（鈴木輝昭作曲、2012年）

### ラジオドラマ
- 宇宙船ユニヴェール号 （NHK放送詩劇、1960年）[38]:73
- 新世界 （NHK放送詩劇、1961年）[38]:77
- 運河 （NHK放送詩劇、1962年2月）[38]:78
- 一日の終わりの神話（NHKラジオ小劇場、1964年5月）[38]:92
- 暗黒への招待（NHKラジオ、1964年6月）[38]:92
- 墓碑銘 （1964年）放送記者会賞最優秀賞受賞[38]:95
- 夢の浮橋 （NHKラジオ、1965年5月）[38]:97
- 写楽はどこへ行った （NHKラジオ、1966年5月）[38]:101
- 化野 （NHKラジオ芸術劇場、1966年10月）[38]:103
- 麟太郎 （1967年12月）[38]:109
- 次郎（NHKラジオ芸術劇場、1968年8月）[38]:113
- 金色の夢 （1969年）[要出典]
- イグドラジルの樹 （NHKFM、1971年）[38]:127

### テレビドラマ ほか
- 写楽はどこへ行った[39] （ラジオドラマ脚本をテレビ用に改作 1968年）
- 大岡信講演CD「いのちのうた」（NHKサービスセンター 2000年）